# Кирказон скрученный
Кирказо́н скру́ченный, или кирказон прире́чный (лат. Aristolóchia contórta) — восточно-азиатский вид травянистых лиан рода Кирказон (Aristolochia) семейства Кирказоновые (Aristolochiaceae). Растение ядовито.

## Название
Русское видовое название является зеркальным переводом латинского видового эпитета женского рода contorta, от лат. contórtus – скрученный, закрученный.

## Ботаническое описание

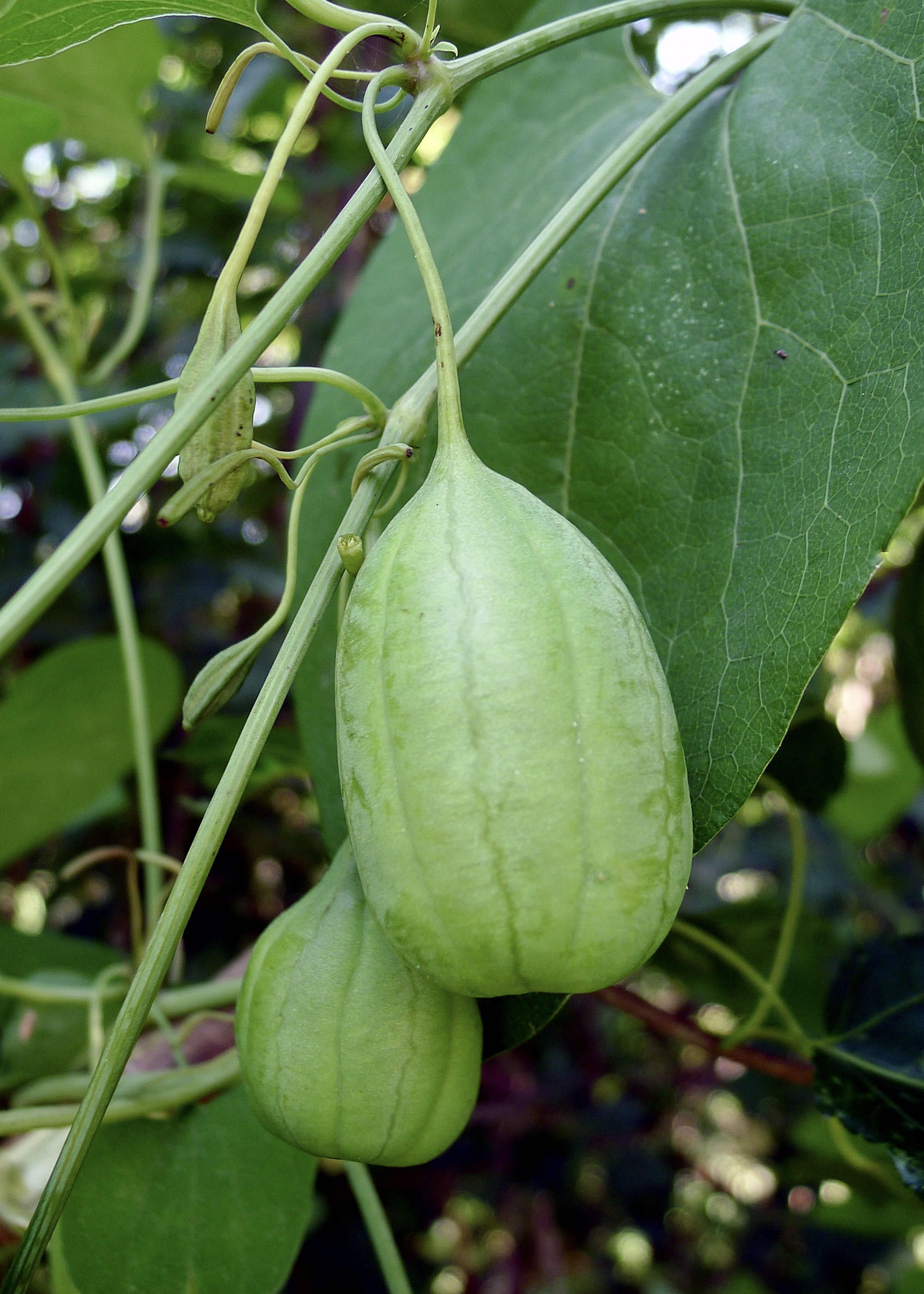
Плоды

Многолетнее вьющееся растение со специфическим камфарным запахом. Корневище горизонтальное, удлинённое, плотное. Стебель тёмно-жёлтый, гладкий, 0,3—1 (до 3—5, а при наличии опоры до 10) м длины.
Листья сидят на черешках длинной до 4 см; сердцевидные или треугольно-сердцевидные, 4—10 см длины и 3,5—8 см ширины, тёмно-зелёные, тонкие, блестящие, чётко выражена главная жилка и две боковые, жилкование перистосетчатое.
Цветки числом 1—6 (до 12) расположены пучками в пазухах листьев. Цветоножки до 1,5 см длины. Околоцветник светло-жёлтый или жёлто-зелёный, неправильный, со вздутой у основания, слегка согнутой трубкой до 1,5 см и косым отгибом такой же длины, с сильно вытянутой узкодельтовидной, почти нитевидной верхушкой , снаружи от жёлто-зелёного до коричнево-пурпурного. Шесть пыльников по всей длине прирастают к пестику, тычиночные нити отсутствуют, пыльник двухгнёздный. Рыльце шестилопастное с волнообразными складками.
Плод — яйцевидно-шаровидная коробочка 3—4 см в поперечнике и до 5 см длиной, содержит до 256 семян, при созревании растрескивается от основания к вершине (то есть сверху вниз) продольными трещинами на шесть створок, каждая из которых имеет тонкую нитевидную плодоножку (длиною 3,0—3,5 см), соединяющуюся вблизи стебля с остальными плодоножками. Семена 5—6 мм в диаметре, плоские, тёмно-каштановые, по краям светлые.
Число хромосом: 2n = 14.

## Распространение
Встречается на юге Дальнего Востока: юго-восток Приморского края, ЕАО, восточные провинции Китая (Фудзянь, Ганьсу, Хэбэй, Хэйлунцзян, Хэнань, Гирин, Ляонин, Шаньси, Шаньдун, Шэньси), Япония, Корея.
В Приморском крае вид распространён преимущественно в бассейне р. Раздольная (окрестности сёл Новогеоргиевка, Покровка, Борисовка, Фадеевка, Чернятино, Покровка, Заречное, Синиловка), узколокальные популяции сохраняются в Хасанском, Шкотовском, Ханкайском районах и на п-ве Муравьева-Амурского. В EAO отмечена единственная популяция в Ленинском районе в нижнем течении р. Вертопрашиха.

## Экология
В долинах рек на аллювиальных отложениях, с богатыми почвами, главным образом в пойменных ивняках, а также в кустарниковых зарослях и полынниках в нижней части склонов, на опушках.

## Биология

### Цветение и плодообразование
Цветёт в июле — августе, плодоносит в сентябре — октябре.
Суточная динамика и опыление вида не изучены.

### Распространение семян
Кирказон маньчжурский — преимущественно анемохорное растение, то есть семена распространяются в основном с помощью ветра. При порывах ветра, благодаря упругим эластичным плодоножкам, коробочка вращается вокруг своей оси, раскачивается в разные стороны и даже переворачивается вертикально, разбрасывая семена. В меньшей степени семена разносятся течением рек — благодаря ненамокающим оболочкам они могут подолгу пребывать в воде и не тонуть, преодолевая значительные расстояния. Птицы и мелкие грызуны, роняющие при поедании часть семян на почву, где они могут прорасти, являются случайными агентами диссеминации этих растений.

### Консортивные связи
Опыление вида не изучено.
Кирказон скрученный является кормовым растением для гусениц бабочки-монофага Серицин монтела (Sericinus montela) из семейства парусников, занесённой в Красную книгу России. Основные потребители семян кирказона скрученного — синицы: черноголовая гаичка (Poecile palustris) и восточная синица (Parus minor), которые разрушают клювом коробочки, извлекая семена. Возможно, мякоть семян поедают поползни (Sitta europaea). Упомянутые виды птиц не являются прямыми агентами распространения семян, так как разрушают их оболочку. Семена, опавшие на почву, потребляют мышевидные грызуны и обыкновенный фазан (Phasianus colchicus), разрушая их зубами (грызуны) и в пищеварительном тракте.

## Химический состав
Все части растения содержат редко встречающиеся вещества с открытой нитрогруппой — аристолохиевые кислоты и их производные алкалоиды (аристолактамы). Больше всего этих веществ содержится в плодах.
Корневище содержит фитостерины β-ситостерин и даукостерин; алкалоиды и другие азотсодержащие соединения (аллантоин, магнофлорин, 4,5-диоксидегидроасимилобин, лизикамин); многоядерные ароматические соединения (аристолохиевая кислота Е, аристолохиевая кислота А, N-β-D-глюкопиранозид аристолактама, N-(6’- тpанс-p-кумароил)-β-D-глюкопиранозид аристолактама, N-(6’-p-кумарил)- β-D-глюкопиранозид 8-деметоксиаристолактама, N-βD-глюкопиранозид 8-деметоксиаристолактама, N-β-D-глюкопиранозид 6-гидрокси-8-деметоксиаристолактама, аристолактамы АI и АII, а также 1-этенил-1-метил2,4-бис(1-метилетенил)–циклогексан; 1,2,3,4,4,5,6,8-октагидро-7-метил4-метилен-1-(1-метилэтил)-(1а,4aa,8aa)-нафталин; 4α,8-диметил-2- изопропенил; 1-пентадецен; 4-этенил-a,a,4-триметил-3-(1-метилэтенил)-, [1R-(1α,3α,4β)]-циклогексанметанол; 3-гидрокси-6-изопропенил-4,8α-диметил-1,2,3,5,6,7,8,8-октагидронафтален2-ил эфир уксусной кислоты; оксид кариофиллена; декагидро-1,4,α-диметил-7-(1-метилэтилиден)-, [1R-(1α,4αβ,8αα)]-1-нафталенол; трицикло [5.2.2.0(1,6)] ундекан-3-ол-2- метилен-6,8,8-триметил.
Плоды содержат эфирное масло, гликозид аристолохин, бифлавоноид гидроксиаментофлавон и его метиловый эфир, 5 аристолохиевых кислот (AA I, AA II, AA С, AA D, 7-OH AA I) и 4 аристолактама.

### Токсичность
Как и другие виды рода Кирказон, растение содержит токсичный алколоид аристолохин, который в больших дозировках вызывает кратковременное повышение, а затем понижение артериального давления и активацию дыхания, сильно раздражает почки, что может привести к гематурии и анурии; мелкие сосуды резко сокращаются. 
Симптомы отравления животных включают анорексию, общую неподвижность, неустойчивость при движении, слабость задних ног, спазмы и лёгкие судороги в различных частях тела. Животное впадает в спячку, сопровождающуюся запором, частым мочеиспусканием и судорогами в половых органах. Лошади поправляются очень медленно, но возможен и летальный исход вследствие перитонита. 
Аристолохин содержится главным образом в семенах и листьях, но в той или иной степени ядовиты все части растения.
С 1981 года препараты, содержащие аристолохиевую кислоту, ввиду её токсичности, запрещены в Германии и Австралии, с 1982 года — в Египте. С 1999 года БАДы, содержащие все виды кирказонов, запрещены в Великобритании, с 2001 года — в США. С 2008 года запрещён ввоз на территорию России, изготовление и продажа БАДов, в состав которых входит кирказон.

## Применение
Растение представляет научный интерес. Декоративное.

### В традиционной медицине
Корневища применяются в тибетской медицине. Снадобья из ароматических корневищ улучшают пищеварение, полезны при диарее и гастралгии. По другим данным, используют корневища и семена. В китайской медицине отвар корневищ применяют для лечения раковых опухолей, а также как отхаркивающее, жаропонижающее и противоядие.
Плоды в китайской и корейской медицине используют в качестве противокашлевого, отхаркивающего, жаропонижающего средства и противоядия, также при афонии, геморрое, бронхиальной астме, а в сборе с другими травами — при тиреотоксикозе. Применяют при некоторых заболеваниях печени, как слабительное средство, для остановки кишечного кровотечения, для снятия отёков при воспалении легких, для снижения артериального давления. Правильно приготовленные препараты из плодов малотоксичны, вызывают устойчивое снижение артериального давления.

## Замечания по охране
В России кирказон скрученный находится под угрозой полного исчезновения. Вид занесён в Красную книгу Приморского края (2002, 2008) со статусом VU — уязвимый вид; в Красную книгу Еврейской автономной области (2002, 2005). Внесён в список редких видов растений российского Дальнего Востока.
К лимитирующим факторам относятся приуроченность к определённым местообитаниям, хозяйственная деятельность — освоение территории в поймах рек, а также паводки и наводнения.
Из приморских популяций наиболее благополучная — в долине р. Раздольная (с. Новогеоргиевка), где найдено больше всего плодоносящих растений (около 300 лиан, из них 10 % в репродуктивном состоянии). Самой угнетённой с наименьшей численностью (30 растений) является популяция в долине р. Петровка. Очевидно, что строгая приуроченность растения к определённым экологическим и фитоценотическим условиям свидетельствует о невозможности его сохранения в Приморском крае без охраны местообитаний.
В заповедниках Приморского края вид не встречается. Культивируется за пределами природного ареала.
С целью охраны и контроля за состоянием известных популяций необходимо подобрать территорию в долине р. Раздольная для создания ботанического заказника или разработать специальные меры индивидуальной охраны. Вид заслуживает введения в культуру как декоративное и лекарственное растение.

## Классификация

### Таксономия
Aristolochia contorta Bunge, 1833, Enum. Pl. Chin. Bor.: 58; Комаров, 1904, Труды Петерб. ботан. сада, 22, 2 (Фл. Маньчж.): 111.
Вид Кирказон скрученный, или Кирказон приречный относится к секции Diplobus Duch. подрода Orthoaristolochia O.C. Schmidt рода Кирказон (Aristolochia) подсемейства Aristolochioideae семействa Кирказоновые (Aristolochiaceae) порядка Перечноцветные (Piperales).
Кладограмма в соответствии с Системой APG IV:
|  |                                      |  |                                   |                                   |                        |  | ещё 2 семейства (Перечные и Савруровые | ещё 2 семейства (Перечные и Савруровые |                     |  |  |  | 545 подтвержденных и 54 в статусе "непроверенных" |
|  |                                      |  |                                   |                                   |                        |  | ещё 2 семейства (Перечные и Савруровые | ещё 2 семейства (Перечные и Савруровые |                     |  |  |  | 545 подтвержденных и 54 в статусе "непроверенных" |
|  |                                      |  |                                   | порядок Перечноцветные            |                        |  |                                        |                                        | род Кирказон        |  |  |  |                                                   |
|  |                                      |  |                                   | порядок Перечноцветные            |                        |  |                                        |                                        | род Кирказон        |  |  |  |                                                   |
|  | отдел Цветковые, или Покрытосеменные |  |                                   |                                   | семейство Кирказоновые |  |                                        |                                        | Кирказон скрученный |  |  |  |                                                   |
|  | отдел Цветковые, или Покрытосеменные |  |                                   |                                   | семейство Кирказоновые |  |                                        |                                        |                     |  |  |  |                                                   |
|  |                                      |  | ещё 63 порядка цветковых растений | ещё 63 порядка цветковых растений |                        |  |                                        | ещё 7 родов                            | ещё 7 родов         |  |  |  |                                                   |
|  |                                      |  |                                   | ещё 63 порядка цветковых растений |                        |  |                                        |                                        | ещё 7 родов         |  |  |  |                                                   |

### Синоним
- Aristolochia nipponica Makino, 1910